# 마텔
마텔 주식회사(Mattel, Inc.)은 미국 캘리포니아주 엘세군도에 본사를 둔 장난감 및 게임 제조업체이다. 2014년, 포춘 500에서 403위에 선정되었다.

## 연혁 및 소개
마텔은 1945년에 해럴드 매슨과 엘리엇 핸들러에 의해 설립되었으며, 이후 바비를 비롯한 많은 장난감을 생산하였다. 한편, 1980년대 초에는 게임 산업에 진출하기도 하였다.

## 브랜드
- 피셔 프라이스 (Fisher-Price)
- 메가 브랜드 (Mega Brands)
- 바비 (Barbie)
- 폴리 포켓 (Polly Pocket)
- 토마스와 친구들 (Thomas and friends)
- 몬스터 하이 (Monster High)
- 에버 애프터 하이 (Ever After High)
- 핫 휠 (Hot Wheels)
- 매치박스 (Matchbox)
- 마스터드 오브 유니버스 (Masters of the Universe)
- 아메리칸 걸 (American Girl)
- WWE 장난감
- 보드게임
- 매직 8볼
- 쥬라기월드
- 슬라임

## 같이 보기
- 바비
- 핫 휠